# هری بارلی
هری بارلی (انگلیسی: Harry Barley; ۲ ژانویهٔ ۱۹۰۵ – ۱۹۵۸ (۵۲−۵۳ سال)) بازیکن فوتبال بود.
از باشگاه‌هایی که در آن بازی کرده‌است می‌توان به باشگاه فوتبال گریمزبی تاون و باشگاه فوتبال بارو اشاره کرد.